# 悪魔の証明
悪魔の証明（あくまのしょうめい、ラテン語：probatio diabolica、英語：devil's proof）とは、証明することが不可能か非常に困難な事象を悪魔に例えたものをいう。中世ヨーロッパのローマ法の下での法学者らが、土地や物品等の所有権が誰に帰属するのか過去に遡って証明することの困難さを、比喩的に表現した言葉が由来である。

## ローマ法
ローマ法以来、いわゆる probatio diabolica すなわち悪魔の証明とは、「所有権の証明責任を負う当事者が、無限に連鎖する継承取得のいきさつを証明することの不能性および困難性によって必ずや敗訴する」という理屈を意味していた。
ローマ法での所有物返還訴権（rei vindicatio）は、以下の1から3へと次第に発展した。
1. legisactio sacramenti（神聖賭金訴訟）
2. 古典期のper sponsionem（=誓約による）訴訟
3. per formulampetitoriam（所有物返還請求に関する方式書）での訴訟

1の神聖賭金訴訟では、両当事者がそれぞれ所有権者だ、との主張を行った。被告は原告の主張を否認するだけで済まず、自身が所有権を有することを証明しなければならなかった。この神聖賭金訴訟では、裁判官は、当事者のいずれが《より良い権利》（仏：droit meillieur、独：besseres Recht）を有しているかを相対的証明に基づいて判断したとされているという。
これに対して、2・3の訴訟では、原告のみが自己の所有権を証明し、被告のほうは原則的にそれを否認すれば足りる、とされた。だが、この状況では、市民法上の所有権の取得のために必要な方式によって、問題となっている物（係争物）を取得したと証明したとするだけで十分と見なされたか、それとも、前の持ち主、前の前の持ち主…と遡ってそれを証明しなければならなかったか、という点については、大いに議論がある。現代では学者の多くは後者の、遡って証明する方式だったと推定する見解のほうを採用している。それでアルブレヒト・メンデルスゾーン（Albrecht Mendelssohn Bartholdy）は、以下のように述べた。
このように、所有権の帰属を証明するためには、ある人の過去の時点における所有権の帰属と、その後に当該人から所有権を取得した原因を証明する必要がある。所有権取得原因について権利自白が成立する場合や、原始取得が成立する場合を除き、前の所有者から所有権が移転されたことを証明する必要がある。
もっとも、ローマ法では、rei vindicatio とは別の interdictum possessionis という占有訴権制度があり、事実上の支配そのものを保護することにより、悪魔の証明を免れることが可能だったとされる。
現在では権利外観理論や権利公示制度の発達により、ローマ法での悪魔の証明という事態は起きなくなっている。

## フランク・ゲルマン法におけるゲヴェーレの推定力
フランク・ゲルマン法の不動産訴訟では、原告が占有を侵奪された場合にのみ提起され、被告が所有権の証明責任を負っていたが、被告（現在の占有者）が侵奪でないことを宣誓することで所有権が推定される場合、勝訴できた。また、原告（過去の占有者）が取得権限が被告よりも古い場合は、被告に優先し、これらの証明原則をゲヴェーレの推定力という。

## イギリス法
イギリス法では被告が原告に「神の証明」（probatio divina）を要求することを「悪魔の証明」として表現することもあった。

## 法律上の権利推定における反証の困難
権利の存在を推定する規定、いわゆる「法律上の権利推定」の場合、権利の不存在を否定するためには、あらゆる原因による権利の発生原因たる事実が不存在であること、発生した権利が消滅した場合であっても、その後さらにあらゆる原因による権利の発生原因事実が発生していないことを証明しなければならないことになり、権利推定に対する反対の証明について 「悪魔の証明」という。
民事訴訟法における推定には事実上の推定と、法律上の推定があるが、このうち法律上の推定とは、ある事実の証明に関して、証明が容易な別個の事実の証明がなされたときに事実が証明されたと認めるべき場合のことである。そして権利の推定に関して、権利推定に対する反証が困難な様子を「悪魔の証明」とする。
不動産登記に関して、民法では占有の推定力よりも登記の推定力が優先されるが、この登記の推定力が法律上の推定である場合、推定を覆すには相手方は本証を要し、事実上の推定である場合は、事実の不存在を証明するという反証によって推定を覆すことができる。しかし、過去の権利状態を捨象した現在の権利状態のみが推定されるとされる場合に、相手方が推定を覆すためには、現在にいたるまでいかなる権利取得原因事実も存在しないことを立証せねばならなくなり、仮にある権利消滅原因事実を立証しても、権利喪失後ふたたび権利取得するいかなる原因事実の不存在を証明せねばならなくなり、推定を覆すことが不可能に近くなり、これをいわゆる「悪魔の証明」と呼ぶ。なお、日本の民法学では登記に対して、「悪魔の証明」のような要求をすることになる法律上の権利推定でなく、単に事実上の推定がはたらくにすぎないとする学説もあるが、この学説が適当か考慮を要するとする指摘もある。
物権法の分野でも立証の困難という意味で使われている。

## 消極的事実の証明
「ないことの証明」を、「悪魔の証明」とする使われ方もある。また、証明が困難でないことを『「悪魔の証明」には当たらない』と反論で使うこともある。
なお、欧米でも同様の用法が存在する。

### 関連する諺
消極的事実の証明に関連する法諺として、「否定する者には、立証責任はない」がある。
パウルスは「主張する者は証明を要し、否定する者は要しない」とした。ディオクレティヌスとマクシミアヌスは「事実を否認する者には、立証義務はない」とした。現在では、法律要件分類説が通説となっている。

## 悪魔の証明の誤用
悪魔の証明は証明不可能な事態を指し、単に証明困難な事態を指すのではない。「ない」という消極的事実の証明を求めることは証明不可能で悪魔の証明になるが、「ある」という積極的事実の証明を求めることは単に証明困難なだけで悪魔の証明にならない。